# سيرج تانكيان
سيرج تانكيان ((بالأرمنية: Սերժ Թանկյան); بالإنجليزية: Serj Tankian؛ ولد في 21 أغسطس 1967) هو مغني وأمريكي من أصل أرمني. وهو شاعر وعازف موسيقي أمريكي. ويعرف أكثر بكونه قائد فرقة الروك سيستم أوف أ داون (System Of A Down).

## حياته
تانكيا مواليد في 21 أغسطس 1967ن، في بيروت بلبنان. هو هاجر إلى لوس انجليس في عام 1975 مع عائلته. رغم كان يكره مدارس، انه ذلك حافظ على الصف المتوسط 4.0. بعدا، انه عمل البرمجيات ولكن بدأ حياته المهنية الموسيقى ب1992.

### سيستم اوف أ داون
دارون ملكيان اجتمع سيرج تانكيان في عام 1992.

## انظر ايضاً
- ميدنايت ستار

## وصلات خارجية
- سيرج تانكيان على موقع IMDb (الإنجليزية)
- سيرج تانكيان على موقع روتن توميتوز (الإنجليزية)
- سيرج تانكيان على موقع ميوزك برينز (الإنجليزية)
- سيرج تانكيان على موقع رولينغ ستون (الإنجليزية)
- سيرج تانكيان على موقع إن إن دي بي (الإنجليزية)
- سيرج تانكيان على موقع أول ميوزيك (الإنجليزية)
- سيرج تانكيان على موقع ديسكوغز (الإنجليزية)
- سيرج تانكيان على موقع قاعدة بيانات الفيلم (الإنجليزية)
- موقع سيرج تانكيان رسمي
- موقع سيرج تانكيان رسمي موقع مع فلاش
- سيرج تانكيان في SodaHead
- موقع Screamers رسمي
- 'Screamers' and Genocide: A Talk With Serj Tankian From System of a Down
- سيرج تانكيان في SMNnews.com
- موقع سيستم أوف أ داون رسمي
- سيرج تانكيان في urSESSION